# Baby boom, czyli kogel-mogel 5
Baby boom, czyli kogel-mogel 5 – polska komedia filmowa z 2024 roku w reżyserii  Anny Wieczur-Bluszcz. Jest to piąta część komediowej serii zapoczątkowanej przez Kogel-mogel (1988). Premiera odbyła się 26 stycznia 2024 roku.

## Podstawowe informacje
Autorami scenariusza są Doman Nowakowski, Anna Wiśniewska i Joanna Jakubowska, zaś reżyserem – Anna Wieczur-Bluszcz. 
Wszystkie poprzednie cztery części serii były napisane przez scenarzystkę Ilonę Łepkowską. Według niej seria Kogel-Mogel powinna się zakończyć na czwartej części. Nie bez powodu nazwano tę część Koniec Świata.
Film był współfinansowany przez Polski Instytut Sztuki Filmowej; okres zdjęciowy - sierpień–październik 2023 roku. Zdjęcia do filmu powstały w następujących lokacjach: Somianka, Pomiechówek, Serock, Popowo Kościelne, Popowo-Parcele i Warszawa.

## Fabuła
Kolejny rozdział serii „Kogel Mogel” - i ciąg dalszy przygód wyjątkowej, patchworkowej rodziny: Wolańskich oraz Zawadów.
Piotruś – razem z żoną, teściową oraz Leopoldem – przenosi się do nowego domu: zabytkowego dworku. A Marlenka postanawia przy okazji znaleźć rodzinie odpowiedniego, pasującego do eleganckiej rezydencji przodka… Z kolei Agnieszka robi na uczelni karierę, ale tuż po obronie doktoratu nagle odkrywa, że jest w ciąży. A gdy na świat przychodzi mały Kuba… zaczynają się problemy! Piotruś towarzyszy siostrze w trakcie porodu i sam zaczyna marzyć o dziecku – ku przerażeniu Marlenki. Marcin, świeżo upieczony tata, wpada w panikę i nagle znika. A do tego w Brzózkach zjawia się tajemnicza Kamila – dziewczyna w zaawansowanej ciąży, która szuka właśnie Zawady.

## Obsada
| Aktor                   | Rola                                               |
| ----------------------- | -------------------------------------------------- |
| Grażyna Błęcka-Kolska   | Katarzyna Solska–Wolańska                          |
| Zdzisław Wardejn        | Marian Wolański                                    |
| Nikodem Rozbicki        | Marcin Zawada                                      |
| Aleksandra Hamkało      | Agnieszka Wolańska–Zawada                          |
| Maciej Zakościelny      | Piotr Wolański                                     |
| Katarzyna Skrzynecka    | Marlena Wolańska                                   |
| Dorota Stalińska        | Honorata Kapusta, mama Marleny                     |
| Marian Opania           | Leopold Kapusta                                    |
| Małgorzata Rożniatowska | Zofia Goździkowa                                   |
| Wiktor Zborowski        | starosta Zygmunt Maciejak, dawniej naczelnik gminy |
| Barbara Zielińska       | pani Halinka                                       |
| Wojciech Solarz         | starszy posterunkowy Tadeusz, policjant z Brzózek  |
| Joanna Jarmołowicz      | młodszy aspirant Iwona Ząb, policjantka z Brzózek  |
| Mayu Gralińska Sakai    | Mary                                               |
| Dariusz Toczek          | ksiądz                                             |
| Katarzyna Kołeczek      | pielęgniarka                                       |
| Paulina Zwierz          | pielęgniarka                                       |
| Anna Lucińska           | pielęgniarka                                       |
| Bartosz Roch Nowicki    | malarz                                             |
| Stefan Knothe           | naukowiec                                          |
| Katarzyna Wuczko        | Kamila                                             |
| Marzena Gryzińska-Czura | położna                                            |
| Michał Lewandowski      | lekarz                                             |
| Monika Cieciora         | kandydatka                                         |
| Weronika Jaskółka       | kandydatka                                         |
| Sandra Naum             | kandydatka                                         |
| Zuzanna Predygier       | Aneta                                              |
| Kacper Zalewski         | barman                                             |
| Magdalena Pociecha      | sekretarka                                         |
| Milena Zając            | Karolina                                           |
| Klaudia Łapot           | Iga                                                |
| Agata Hübner            | Małgorzata                                         |
| Krzysztof Szczepaniak   | Marcel                                             |